# Корнелий (папа римский)
Корни́лий или Корне́лий (лат. Cornelius) (? — июнь 253) — епископ Рима с 6 марта 251 года по 25 июня 253 года.

## Преследования христиан
Император Деций Траян, правивший с 249 по 251 годы н. э., преследовал христиан в Римской империи, сначала спорадически и локально, но с января 250 года он под угрозой смерти приказал всем гражданам выполнить религиозное жертвоприношение в присутствии комиссаров. Многие христиане отказались и были убиты (включая папу Фабиана), в то время как другие приняли участие в жертвоприношениях, чтобы спасти свою жизнь. Две фракции возникли после преследования. Одна фракция во главе с Новацианом, диаконом в епархии Рима, считала, что те, кто прекратил практиковать христианство во время гонений, не могут быть приняты обратно в лоно церкви, даже если покаются. Единственным способом вновь войти в церковь в таком случае должно стать повторное крещение. Противоположная сторона, в том числе Корнелий и Киприан Карфагенский, не верили в необходимость повторного крещения. Вместо этого они полагали, что грешники должны только показать своё раскаяние и истинное покаяние. В надежде, что христианство угаснет, Деций помешал избранию нового папы. Тем не менее, вскоре после этого Деций был вынужден покинуть город, чтобы бороться с вторгшимися готами, и пока его не было, были проведены выборы папы. В течение 14 месяцев без папы главный кандидат, Моисей, умер в ходе гонений, Новациан рассчитывал, что он будет избран, однако выборы в марте 251 года неожиданно выиграл Корнелий.

## Папство
Новациан был в ярости, что не был избран папой, и провозгласил себя антипапой, начав раскол в церкви. Корнелий получил поддержку Святого Киприана Карфагенского, Святого Дионисия и большинства африканских и восточных епископов, в то время как Новациан имел поддержку меньшинства духовенства и мирян в Риме, которые не признали Корнелия папой. Следующим шагом Корнелия был созыв синода из 60 епископов, чтобы вновь заявить о себе как законном папе. Синод отлучил Новациана и его сторонников от церкви. Также Синод заявил, что христиане, которые прекратили практиковать христианские обряды во время гонений императора Деция могут причаститься только после выполнения епитимьи.
Решения Синода были отправлены в епархии. Письма Корнелия позволяют оценить размеры церковной администрации в то время. Папа упоминал, что Римская Церковь включала «сорок шесть священников, семь диаконов, семь иподиаконов, сорок два помощника, пятьдесят два остиария и свыше одной тысячи пятисот вдов и лиц, терпящих бедствие». Из этих цифр было подсчитано, что в Риме при Корнелии было по крайней мере 50 000 христиан.

## Смерть и письма
В июне 251 года Деций был убит в сражении с готами. Сразу же после этого Требониан Галл стал императором. Преследование христиан вновь началось в июне 252 года, и Корнелий был сослан в Чивитавеккья, где и умер в июне 253 года как исповедник. Легенда о его мученической кончине (14 сентября) — позднейшего происхождения. Более поздние источники утверждают, что он был обезглавлен. Корнелий был похоронен не в часовне пап Катакомб Святого Каллиста, а в соседних катакомбах, и надпись на его могиле была сделана не на латыни, а на греческом языке, как у его предшественника Фабиана и преемника Луция I. На могильной плите написано "Корнелий мученик".
Сохранилось его послание к Фабию Антиохийскому и два послания Киприану Карфагенскому. Письма Корнелия были написаны на разговорной латыни, что позволяет предположить, что он происходил не из очень богатой семьи и, таким образом, не имел особого образования.

## Почитание

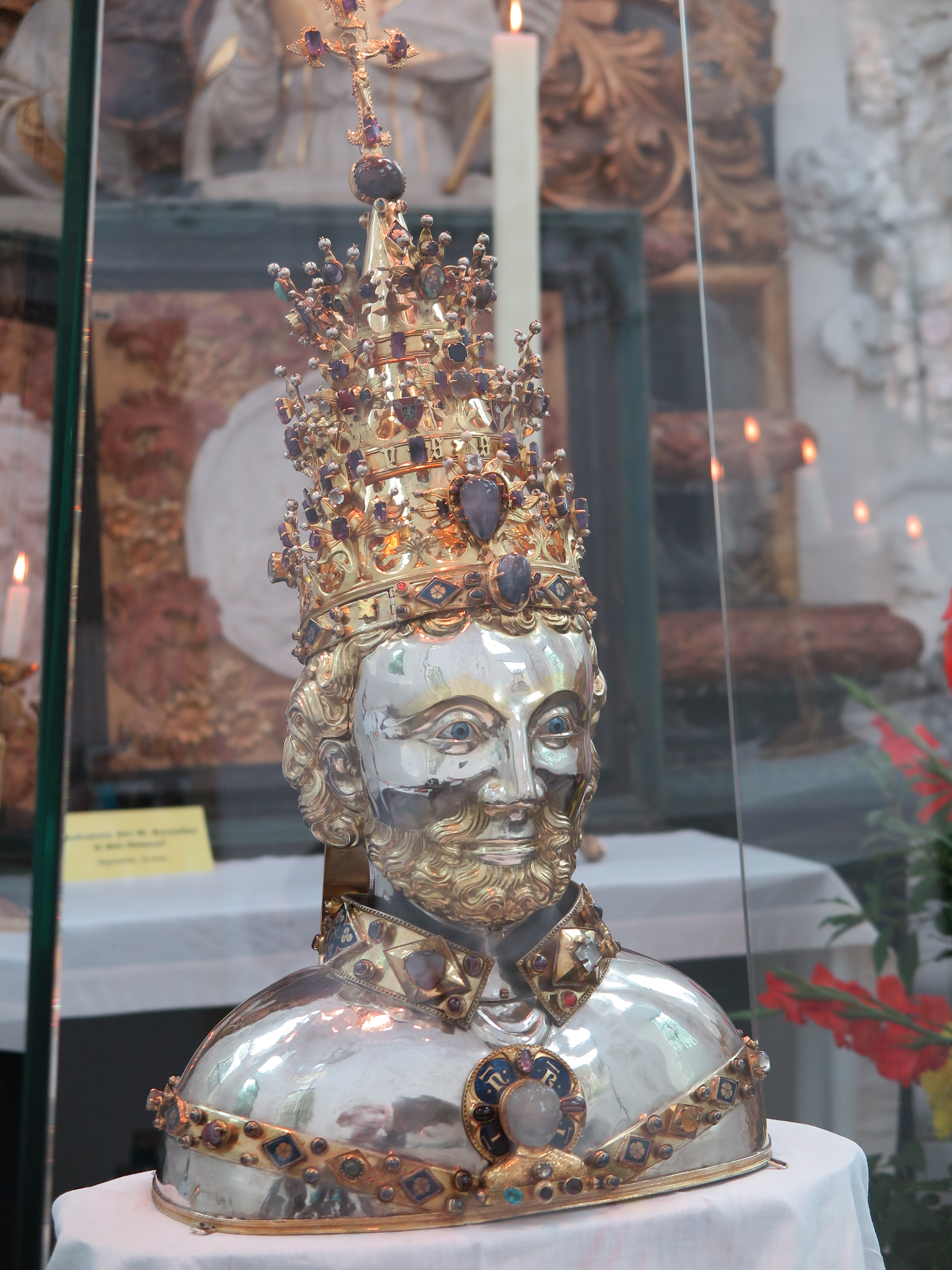
Реликвии Корнелия в Корнелимюнстере

Корнелий редко упоминается в исторических источниках. В основном его имя упоминается в связи с его конфликтом с Новацианом, который в итоге основал свою собственную церковь со своими епископами. Его папство было коротким, всего два года, три месяца и десять дней.
Часть его мощей были доставлены в Германию в средние века; его глава была принята аббатством Корнелимюнстер близ Ахена. В Рейнской области он также был покровителем влюблённых. Легенда, связанная с Корнелием, рассказывает о молодом художнике, который был нанят для украшения часовни в Нойсе. Дочь местного горожанина влюбилась в художника, но её отец запретил брак, заявив, что он даст согласие только если папа сделает так же. Чудом статуя Корнелия наклонилась вперед с алтаря и благословила пару, и двое влюблённых поженились.
Корнелий, наряду с Квирином Нойским, Святым Губертом и Антонием Великим, почитался как один из четырёх святых покровителей Рейнской области во время позднего средневековья.
Легенда также гласит, что камни во французском городке Карнаке — это языческие воины, которые были превращены в камень за преследование Корнелия.
Католическая церковь чтит память Корнелия в день его тезоименитства, 16 сентября. Имя «Корнилий» означает «боевой рог», и он представлен на иконах с рогом коровы или с самой коровой рядом. Он считается исцелителем от болей в ухе, эпилепсии, лихорадки, судорог, а также покровителем крупного рогатого скота, домашних животных, а также города Корнелимюнстера в Германии, где находится его святая глава.